# Etničke grupe Maldiva
Etničke grupe Maldiva: 307,000 (UN Country Population; 2008). Osam naroda.
- Arapi 400
- Britanci 50
- Gudžarati 600
- Malajci 200
- Malayali 500
- Maldivci, Malki 303,000. Govore maldivski ili divehi. 30 u SAD-u.
- Singalezi 2,100
- Tamili 500

## Vanjske poveznice
- Maldives